# محسن المواقع من جوجل
مُحسن المواقع من جوجل (Google Website Optimizer)
هي آداة تحسن مواقع مجانية تساعد مدراء المواقع والمسوقين في زيادة عدد الزوار ومعدل التحول ورضاء الزائر بشكل عام، وذلك عم طريق إجراء اختبارات وتركيبات مختلفة لمحتوى الموقع. ويقوم المحسن باختبار عناصر موجوده في كود الـ HTML وذلك يشمل منادة العملياتن الخطوط، العناوين، ونقاط العمليات الضمنية، نسخ المنتج، صور المنتج، مراجعات المنتج، وأشكالة
مُحسن المواقع من جوجل يسمح لمدير الموقع باختبار صفحات كاملة، والمعروف بأختبار أ/ب (A/B testing) اوعناصر الصفحة، والمعروف باختبار المتغيرات المتعددة (Multivariate testing) نسخ المحتوى أو الصور. هذة الآده جزء من تحليلات جوجل (Google Analytics). وتستخدم سكرتس الخاصة بتحليلات جوجل

## وصلات خارجية
- مُحسن المواقع من جوجل
- 108 تلميحة عن مُحسن المواقع من جوجل
- مُحسن المواقع من جوجل في جوملا